# 1924年パリオリンピックのオーストラリア選手団
1924年パリオリンピックのオーストラリア選手団（1924ねんパリオリンピックのオーストラリアせんしゅだん）は、1924年5月4日から7月27日にかけてフランスの首都パリで開催された1924年パリオリンピックのオーストラリア選手団、およびその競技結果。

## 概要
今大会は金メダル3個、銀メダル1個、銅メダル2個の合計6個のメダルを獲得した。

## メダル
| メダル | 選手名                     | 競技 | 種目            |
| ------ | -------------------------- | ---- | --------------- |
| 金     | ニック・ウィンター         | 陸上 | 男子三段跳      |
| 金     | アンドリュー・チャールトン | 競泳 | 男子1500m自由形 |
| 銅     | アンドリュー・チャールトン | 競泳 | 男子400m自由形  |